# Джонсон, Ребер
Ребер Нетлтон Джонсон (англ. Reber Nettleton Johnson; 7 июня 1890, Сандаски, штат Огайо — 31 мая 1966, Оберлин) — американский скрипач и музыкальный педагог.

## Биография
Выступал с концертами с семилетнего возраста. Учился игре на скрипке в Нью-Йорке (у Дэвида Маннеса), Чикаго, Лондоне и Париже (у Люсьена Капе и Жака Тибо), а также окончил Университет Брауна (1914) со степенью бакалавра по специальности «инженер-механик». В годы Первой мировой войны не был принят добровольцем в армию по причине слабого здоровья и работал волонтёром в Красном кресте. В 1917—1926 гг. первая скрипка (некоторое время также помощник концертмейстера) в Нью-Йоркском симфоническом оркестре, одновременно играл вторую скрипку во Франко-американском квартете под руководством Гюстава Тинло. С Джонсоном любил частным образом музицировать Чарльз Айвз, они играли сонаты Моцарта.
В дальнейшем посвятил себя преимущественно педагогической карьере: вплоть до выхода на пенсию в 1955 году возглавлял отделение скрипки в консерватории Оберлинского колледжа. В летние месяцы играл в курортном оркестре городка Чатоква, там же проводил мастер-классы. Вплоть до 1940-х гг. играл также вторую скрипку в струнном квартете Миши Мишакова, одновременно возглавлял квартет консерватории (вторая скрипка Раймон Серф).
Был женат на Эстер Эндрюс, дочери профессора той же консерватории Дж. У. Эндрюса.